# Python de Children
Antaresia childreni
Espèce
Synonymes
- Liasis childreni Gray, 1842
- Nardoa gilbertii Gray, 1842

Statut CITES
Le Python de Children (Antaresia childreni) est une espèce de serpents de la famille des Pythonidae.

## Répartition
Cette espèce est endémique d'Australie. Elle se rencontre dans l'extrême Nord de l'Australie-Occidentale, le tiers Nord du Territoire du Nord et le Nord-Est du Queensland.

## Description

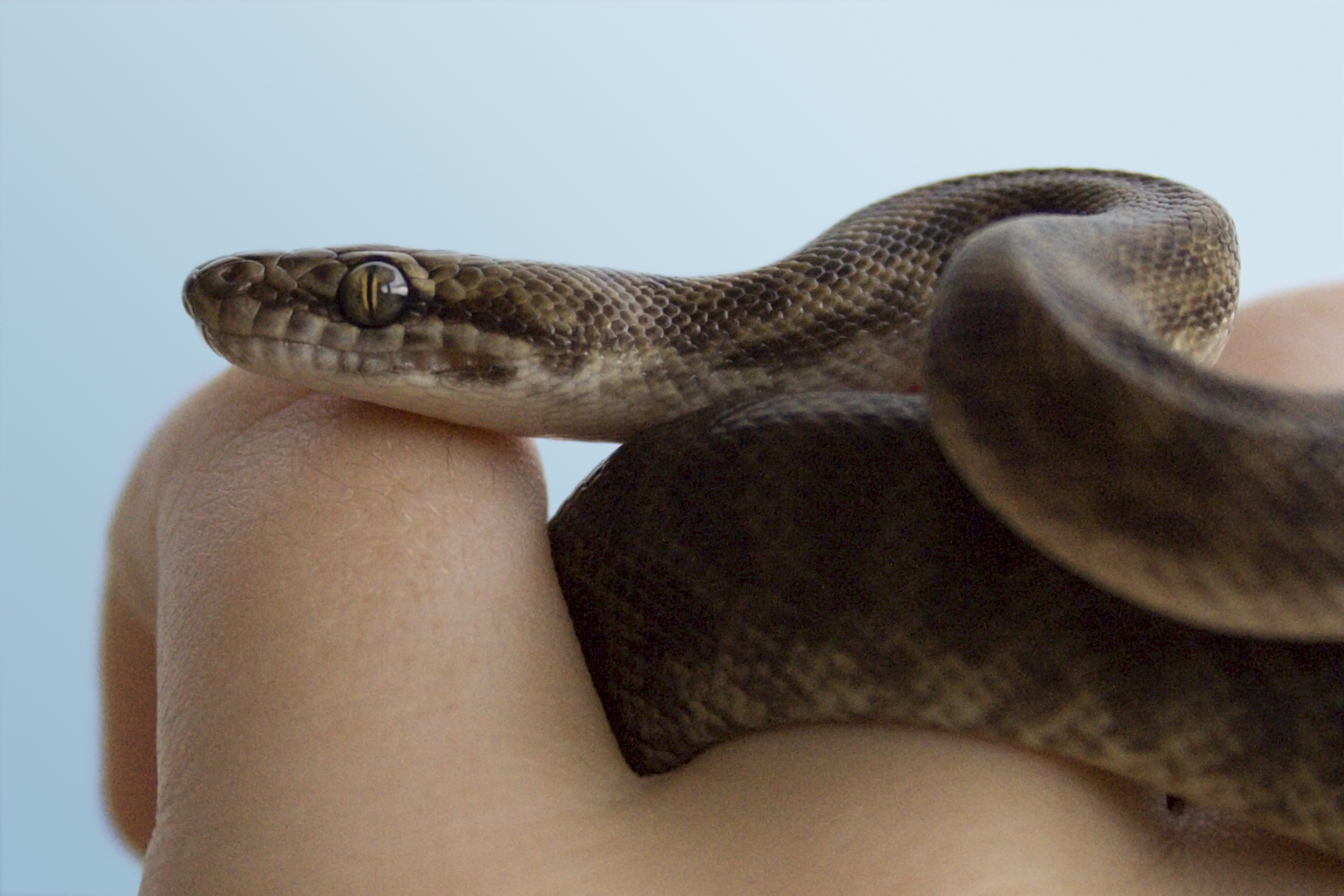

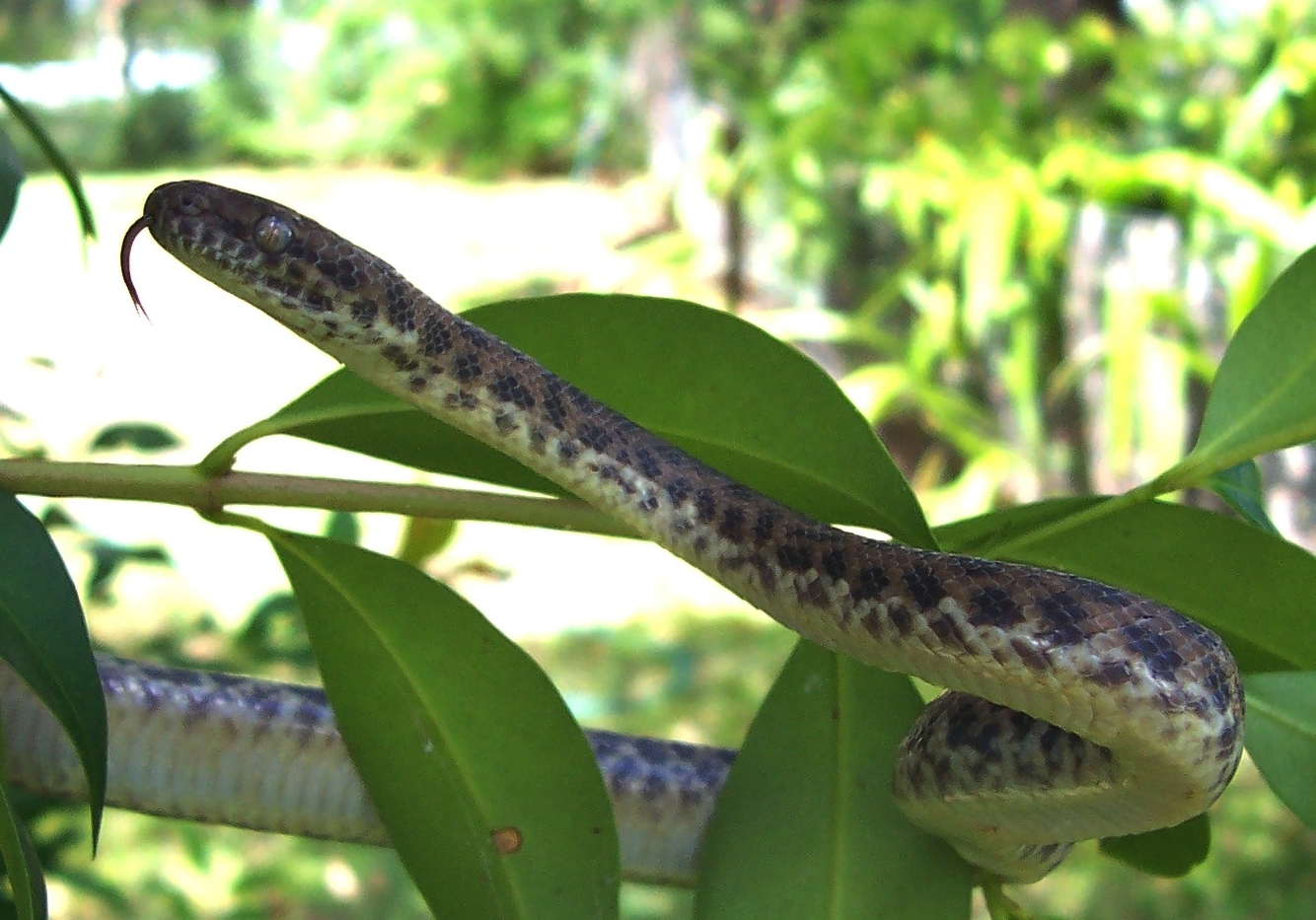

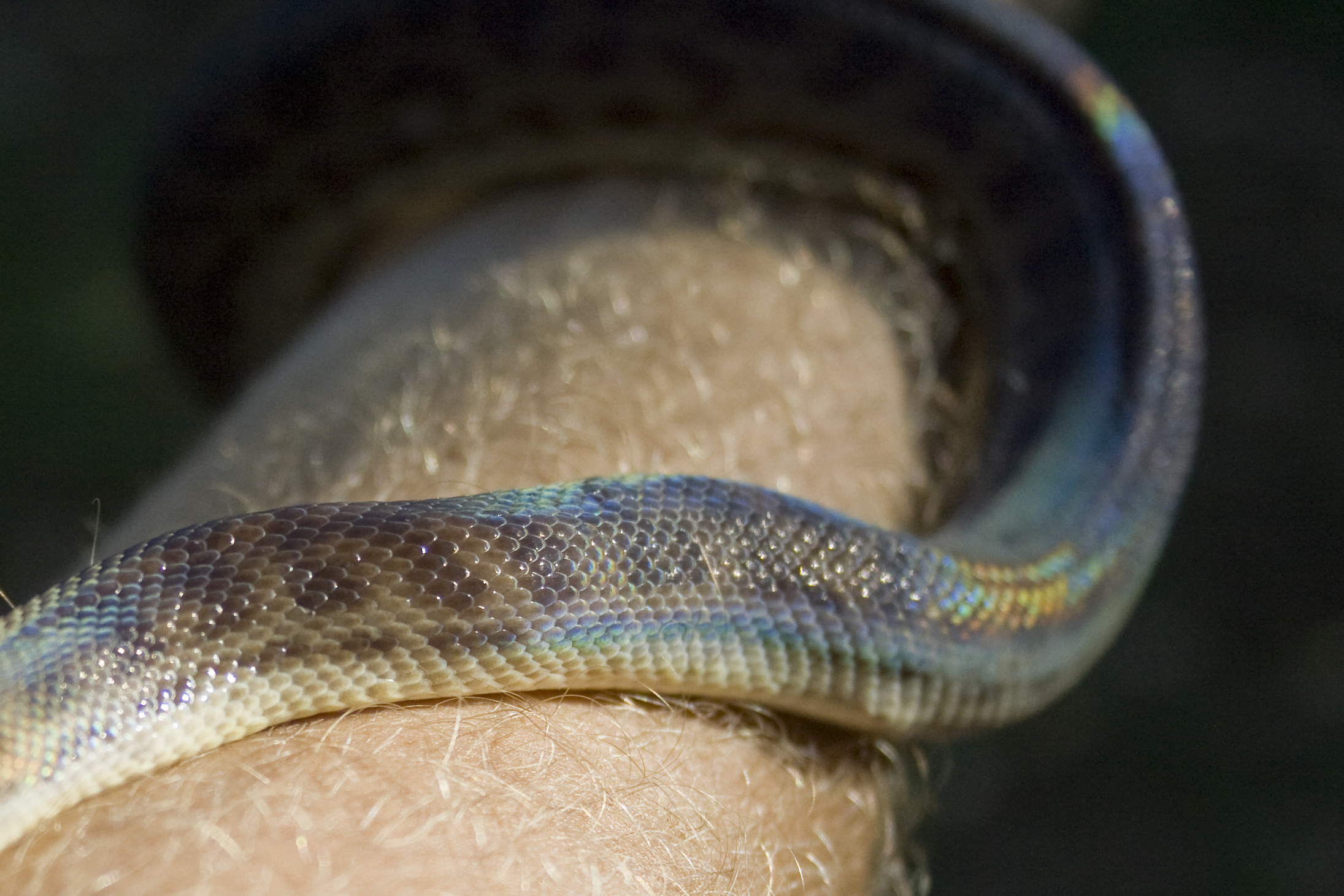

Adulte, ce serpent constricteur mesure en moyenne environ de long, 110 cm pour les plus grands. Les écailles sur le sommet de la tête sont de grande taille, plus petites et lisses sur le reste du corps avec un aspect irisé lorsque l'animal est exposé au soleil. Il est l'un des plus petits pythons.

## Habitat
Son environnement naturel est plutôt aride. Cette espèce peut également se trouver dans des grottes où il chasse des chauves-souris.

## Alimentation
Il se nourrit de reptiles, d'oiseaux et de petits mammifères notamment de petites chauve-souris qu'il attrape au vol dans les grottes où elles vivent en se penchant aux stalactites et en les saisissant au passage.

## Reproduction
Ovipare, la femelle pond environ vingt-cinq œufs qui incuberont pendant sept semaines. La mère reste à proximité pour défendre le nid et éventuellement réchauffer les œufs si la température baisse.

## Étymologie
Cette espèce est nommée en l'honneur du zoologiste britannique John George Children (1777-1852).

## Publication originale
- Gray, 1842 : Synopsis of the species of prehensile-tailed Snakes, or family Boidae.  Zoological Miscellany, London, vol. 2, p. 41-46 (texte intégral).